# Berneuil-en-Bray
Berneuil-en-Bray és un municipi francès, situat al departament de l'Oise i a la regió dels Alts de França. L'any 2007 tenia 786 habitants.

## Demografia

### Població
El 2007 la població de fet de Berneuil-en-Bray era de 786 persones. Hi havia 286 famílies de les quals 52 eren unipersonals (28 homes vivint sols i 24 dones vivint soles), 89 parelles sense fills, 125 parelles amb fills i 20 famílies monoparentals amb fills.
La població ha evolucionat segons el següent gràfic:
Habitants censats

### Habitatges
El 2007 hi havia 324 habitatges, 288 eren l'habitatge principal de la família, 29 eren segones residències i 6 estaven desocupats. 312 eren cases i 12 eren apartaments. Dels 288 habitatges principals, 254 estaven ocupats pels seus propietaris, 28 estaven llogats i ocupats pels llogaters i 6 estaven cedits a títol gratuït; 2 tenien una cambra, 12 en tenien dues, 33 en tenien tres, 87 en tenien quatre i 154 en tenien cinc o més. 229 habitatges disposaven pel capbaix d'una plaça de pàrquing. A 99 habitatges hi havia un automòbil i a 177 n'hi havia dos o més.

### Piràmide de població
La piràmide de població per edats i sexe el 2009 era:
| Homes | Edats   | Dones |
| ----- | ------- | ----- |
| 0     | 95 o +  | 0     |
| 0     | 90 a 94 | 0     |
| 0     | 85 a 89 | 0     |
| 0     | 80 a 84 | 4     |
| 12    | 75 a 79 | 12    |
| 4     | 70 a 74 | 20    |
| 8     | 65 a 69 | 0     |
| 4     | 60 a 64 | 12    |
| 28    | 55 a 59 | 32    |
| 52    | 50 a 54 | 28    |
| 24    | 45 a 49 | 28    |
| 44    | 40 a 44 | 40    |
| 44    | 35 a 39 | 48    |
| 12    | 30 a 34 | 12    |
| 20    | 25 a 29 | 8     |
| 24    | 20 a 24 | 4     |
| 24    | 15 a 19 | 28    |
| 52    | 10 a 14 | 36    |
| 28    | 5 a 9   | 28    |
| 16    | 0 a 4   | 8     |

## Economia
El 2007 la població en edat de treballar era de 556 persones, 434 eren actives i 122 eren inactives. De les 434 persones actives 398 estaven ocupades (215 homes i 183 dones) i 36 estaven aturades (15 homes i 21 dones). De les 122 persones inactives 42 estaven jubilades, 53 estaven estudiant i 27 estaven classificades com a «altres inactius».

### Ingressos
El 2009 a Berneuil-en-Bray hi havia 289 unitats fiscals que integraven 832 persones, la mediana anual d'ingressos fiscals per persona era de 23.693 €.

### Activitats econòmiques
Dels 29 establiments que hi havia el 2007, 1 era d'una empresa extractiva, 2 d'empreses de fabricació d'altres productes industrials, 9 d'empreses de construcció, 6 d'empreses de comerç i reparació d'automòbils, 2 d'empreses de transport, 2 d'empreses financeres, 2 d'empreses immobiliàries, 2 d'empreses de serveis, 2 d'entitats de l'administració pública i 1 d'una empresa classificada com a «altres activitats de serveis».
Dels 9 establiments de servei als particulars que hi havia el 2009, 2 eren paletes, 1 guixaire pintor, 1 fusteria, 2 lampisteries, 1 electricista i 2 empreses de construcció.
L'any 2000 a Berneuil-en-Bray hi havia 11 explotacions agrícoles que ocupaven un total de 664 hectàrees.

## Equipaments sanitaris i escolars
El 2009 hi havia una escola elemental integrada dins d'un grup escolar amb les comunes properes formant una escola dispersa.

## Poblacions més properes
El següent diagrama mostra les poblacions més properes.